# Foobar2000
foobar2000  (sovint abreujat com a fb2k o f2k) és un reproductor d'⁣àudio gratuït per a Microsoft Windows, iOS i Android desenvolupat per Peter Pawłowski. Té un disseny modular, que proporciona flexibilitat a l'usuari en la configuració i personalització. Els elements estàndard de la "pell" es poden augmentar o substituir individualment amb diferents dials i botons, així com visualitzadors com ara forma d'ona, oscil·loscopi, espectre, espectrograma (cascada), pic i mesuradors de VU suavitzats. foobar2000 ofereix modificacions de la interfície d'usuari de tercers mitjançant un kit de desenvolupament de programari (SDK).
foobar2000 admet molts formats de fitxers d'àudio, té moltes funcions per organitzar metadades, fitxers i carpetes, i té una interfície de transcodificació per utilitzar-la amb codificadors de línia d'ordres. Per maximitzar la fidelitat de l'àudio en els casos en què cal un remostreig o una reducció d'escala en profunditat de bits, proporciona modelatge i tramat de soroll. Hi ha una sèrie de components oficials i de tercers que afegeixen moltes funcions addicionals. El nucli és de codi tancat, mentre que l'SDK té la llicència de Three-Clause BSD.

## Història i desenvolupament
foobar2000 es va publicar per primera vegada l'any 2002 i va ser desenvolupat per Peter Pawłowski, que havia treballat anteriorment a Nullsoft i desenvolupava connectors per a Winamp. Va crear foobar2000 pensant en la comunitat d'audiòfils. La mascota i la icona del logotip del programari consistien en un "gat alienígena" blanc.
El programa és compatible amb Windows, tot i que el suport de versions anteriors per a Windows XP i Vista s'ha eliminat a partir de la versió 1.6 (publicat el 2020). El suport de Windows 2000 es va eliminar a partir de la versió 0.9.5 (publicat el 2008) i el suport de Windows 95 / 98 / ME / NT4 es va eliminar a partir de la versió 0.9 (publicat el 2006).
Les versions de foobar2000 des de la 0.9.5 inclogueren una interfície predeterminada renovada, amb suport integrat per a llista d'àlbums, caràtules d'àlbums, visualització de l'espectre i algunes altres funcions i millores.
El maig de 2016 es van llançar versions per a dispositius mòbils, i el gener de 2018, es va llançar una versió beta primerenca per a macOS.

## Característiques

### Nucli
En el seu nucli, foobar2000 admet de manera nativa una gran varietat de formats d'àudio, com MP1, MP2, MP3, MPC, AAC, WMA, Ogg Vorbis, FLAC / Ogg FLAC, ALAC, WavPack, WAV, AIFF, AU, SND, CD, Speex, i Opus.
foobar2000 també té una interfície d'usuari altament personalitzable, capacitats d'⁣etiquetatge avançades i suport per a l'⁣extracció de CD d'àudio, així com la transcodificació de tots els formats d'àudio compatibles amb el component Convertidor. El reproductor pot llegir dins de ⁣fitxers ZIP, GZIP i RAR. La funcionalitat bàsica també s'ha provat per funcionar amb Wine a Linux, tot i que el reportador d'errors del programa detectarà Wine i dirigirà l'usuari a Wine Bugzilla.
Les característiques addicionals inclouen suport ReplayGain (tant per a la reproducció com per al càlcul), reproducció sense interrupció, dreceres de teclat i suport per a efectes DSP com ara l'equalització i el crossfade.
Els usuaris poden configurar la biblioteca multimèdia foobar2000 amb la visualització automàtica de carpetes i la transmissió de Windows Media. El client està construït amb una arquitectura de components oberta, que permet als desenvolupadors de tercers ampliar les funcionalitats del reproductor.

### Opcional
Amb complements foobar2000 pot llegir els formats APE, HDCD, AC3, DTS, SACD i DVD-Audio.
Altres característiques opcionals inclouen estadístiques de reproducció, gravació de CD, transmissió del nucli, suport ASIO i compatibilitat de sortida WASAPI. El suport de tercers també està present al client d'àudio. Per exemple, foobar2000 admet el scrobbling i la integració de Last.fm amb l'iPod d'Apple, inclòs el suport de la caràtula de l'àlbum i la transcodificació automàtica de formats d'àudio no compatibles amb el mateix iPod.

## Obres derivades
El desenvolupador de foobar2000, Peter Pawłowski, també ha fet un altre programari d'àudio, incloent-hi Boom, que el seu lloc web descriu com un "reproductor d'àudio fàcil d'utilitzar destinat a usuaris d'ordinadors ocasionals". S'executa a Windows.